# Однажды в Китае
«Одна́жды в Кита́е» (англ. Once Upon a Time in China, кит. трад. 黃飛鴻, упр. 黄飞鸿, пиньинь Huáng Fēihǒng — Хуан Фэйхун) — художественный фильм режиссёра Цуй Харка о народном герое Китая Хуане Фэйхуне. Первый из серии фильмов «Однажды в Китае».

## Сюжет
В конце XIX века Китай находится под влиянием иностранцев. Китайцы недовольны засильем иностранной моды, однако есть и такие, кому европейский и американский образ жизни пришёлся по душе. Иностранные и китайские агитаторы зазывают людей в Америку, где, по их рассказам, в огромных количествах добывается золото. В действительности доверчивых китайцев, позарившихся на лёгкую наживу, продают в рабство.
Уважаемый врач и мастер ушу Вон Фэйхун испытывает печаль в связи со стремительным изменением Китая по западному образцу и чрезмерным влиянием иностранцев, но в противостояние с властями и иностранцами, в отличие от своих более горячих учеников, предпочитает не вступать, поскольку это может привести к закрытию его школы боевых искусств.
Однако, когда похищенной оказывается Тринадцатая тётя (кузина И) — дальняя родственница и возлюбленная мастера Вона, он вступает в открытую схватку с похитителями, из которой выходит победителем, так как против Вон Фэйхуна бессильны не только козни врагов, но и их оружие.

## В ролях
| Актёр         | Роль                            |
| ------------- | ------------------------------- |
| Джет Ли       | Вон Фэйхун                      |
| Юань Бяо      | Лён Фунь                        |
| Джеки Чун     | Зубастый Со                     |
| Розамунд Кван | Тринадцатая тётя (Кузина И)     |
| Кент Чен      | Лам Сайвин                      |
| Юнь Камфай    | Лин Ванькай                     |
| Яу Кинькуок   | главарь банды из Сахо           |
| У Ма          | дядя Чун                        |
| Лау Сёнь      | командующий морскими силами Лау |
| Ям Сайкунь    | Им Чунтун «Железная Рубаха»     |
| Юнь Чхёнъянь  | соперник Има                    |

## Съёмочная группа
- Компания: Golden Harvest, Film Workshop Co., Ltd.[кит.]
- Продюсер: Рэймонд Чоу, Цуй Харк (исполнительный)
- Режиссёр: Цуй Харк
- Сценарист: Цуй Харк, Юнь Кайчи[кит.], Эдвард Лён, Эльза Тан
- Ассистент режиссёра: Лау Кайкён, Кон Хойва, Полли Кам, Лоу Поусань
- Постановка боевых сцен: Юнь Чхёнъянь[кит.], Юнь Сёньи, Лау Кавин[англ.]
- Художник-постановщик: Хай Чунмань[кит.]
- Монтаж: Марко Мак
- Грим: Мань Ёньлин, Пхунь Маньва, Лай Капик
- Оператор: Дэвид Чун, Билл Вон, Артур Вон, Арди Лам, Винго Чань, Уилсон Чань
- Композитор: Чау Камвин, Джеймс Вон Чим[кит.] (ориг. музыка), Ромео Диаз

## Награды и премии
11-я Гонконгская кинопремия
| Категория                         | Лауреат                                                           | Результат |
| --------------------------------- | ----------------------------------------------------------------- | --------- |
| Лучший фильм                      | Однажды в Китае                                                   | Номинация |
| Лучшая режиссура                  | Цуй Харк                                                          | Победа    |
| Лучшая мужская роль второго плана | Джеки Чун                                                         | Номинация |
| Лучшая киномонтажная работа       | Марко Мак                                                         | Победа    |
| Лучшая операторская работа        | Дэвид Чун, Билл Вон, Артур Вон, Арди Лам, Винго Чань, Уилсон Чань | Номинация |
| Лучший художник-постановщик       | Хай Чунмань                                                       | Номинация |
| Лучшая хореография                | Юнь Чхёнъянь, Юнь Сёньи, Лау Кавин                                | Победа    |
| Лучшая музыка к фильму            | Джеймс Вон Чим                                                    | Победа    |

11-й кинофестиваль Golden Horse (1991)
| Категория                             | Лауреат                    | Результат |
| ------------------------------------- | -------------------------- | --------- |
| Лучшая оригинальная музыка для фильма | Джеймс Вон Чим, Ромео Диаз | Победа    |